# Madeline Folgmann
Madeline Folgmann (* 16. Januar 1997) ist eine deutsche Taekwondoin.

## Sportliche Laufbahn
Madeline Folgmann begann als Fünfjährige mit dem Taekwondo und startet seit 2014 für die deutsche Nationalmannschaft. 2014 nahm sie an den Olympischen Jugendspielen in Nanjing in der Gewichtsklasse bis 55 kg teil. Sie erreichte das Achtelfinale, unterlag dort jedoch ihrer Gegnerin Tijana Bogdanović mit 12 zu 16 Punkten. Auf nationaler Ebene wurde sie im Kadetten- und Juniorenbereich insgesamt drei Mal deutsche Meisterin, drei Mal Vizemeisterin und zweimal Bronzemedaillengewinnerin.
Bei den U21-Europameisterschaften in Sofia gewann Folgmann die Goldmedaille in der Gewichtsklasse bis 53 kg. Im selben Jahr erreichte sie bei den World University Games (damals: Sommer-Universiade) eine Bronzemedaille in derselben Gewichtsklasse. 2018 gewann sie in Kasan eine weitere Bronzemedaille bei den Europameisterschaften der Senioren.
2024 erreichte Folgmann einen 5. Platz bei den Europameisterschaften in Belgrad. Bei den Europäischen Hochschulspielen 2024 in Debrecen-Miskolc unterlag sie im Finale der spanischen Athletin Alma Perez Parrado und wurde somit Vizemeisterin in der Gewichtsklasse bis 53 kg.

## Werdegang
Madeline Folgmann nahm 2016 ein Studium der Sportwissenschaft an der Deutschen Sporthochschule Köln auf. 2021 erreichte sie einen Bachelorabschluss und führte das Studium anschließend mit einem Masterstudiengang weiter.